# Adorjás, Baranya
Adorjás este un sat în districtul Sellye, județul Baranya, Ungaria, având o populație de 207 locuitori (2011). 

## Demografie
Componența etnică a satului Adorjás
     Maghiari (58,01%)
     Romi (41,99%)
Componența confesională a satului Adorjás
     Romano-catolici (67,15%)
     Reformați (14,98%)
     Fără religie (1,93%)
     Necunoscută (15,94%)
Conform recensământului din 2011, satul Adorjás avea 207 locuitori. Din punct de vedere etnic, majoritatea locuitorilor (41,99%) erau romi.  Din punct de vedere confesional, majoritatea locuitorilor (67,15%) erau romano-catolici, existând și minorități de reformați (14,98%) și persoane fără religie (1,93%). Pentru 15,94% din locuitori nu este cunoscută apartenența confesională.